# دره نامداری
دره نامداری، روستایی در دهستان پشتکوه بخش امامزاده حسن شهرستان فلارد در استان چهارمحال و بختیاری ایران است. این روستا، مرکز دهستان پشتکوه است.

## جمعیت
بر پایه سرشماری عمومی نفوس و مسکن در سال ۱۳۹۵، جمعیت این روستا برابر با ۴۳۹ نفر (۱۱۶ خانوار) بوده‌است.